# شركة افتراضية
شركة افتراضية (بالإنجليزية: Virtual Company)‏ هي شركة بدون قائمة وليس لها أي أساس مادي، وهي تتكون من إدارة وموظفين، غير أن كل واحد منهم يعمل في مكانه، بذلك الشركة لا تحتاج إلى تجميع العمال في مكان واحد، عليه هي بلا حدود تنظيمية ومتحررة من الهرمية بالإدارة والعمل. يتم التواصل بين الإدارة والموظفين في هذه الشركة من خلال البريد الإكتروني أو أي أداة اتصال أخرى.

## مميزات الشركة الافتراضية
- لا تتحمل مصروفات تذكر إذا قورنت بمصروفات الشركات الواقعية المادية.
- تقوم الشركة الافتراضية على فكرة وهدف وارادة حرة.
- تعتمد الشركة الافتراضية على الفرد أكثر من النظام.
- الشركة الافتراضية جهد تنسيقي وتجميعي لجهود عديدة.